# Gare de Weyersheim
Gare de Weyersheim vasútállomás Franciaországban, Weyersheim településen.

## Vasútvonalak
Az állomást az alábbi vasútvonalak érintik:
- Vendenheim–Wissembourg-vasútvonal

## Kapcsolódó állomások
A vasútállomáshoz az alábbi állomások vannak a legközelebb:
- Gare de Hœrdt (Gare de Strasbourg)
- Gare de Kurtzenhouse (Gare de Haguenau)